# سعودی اوجیه
سعودی اوجیه (به عربی: سعودي أوجيه) شرکت خوشه‌ای عربستانی است، که در حوزه‌های ساخت‌وساز و توسعه املاک و مستغلات، مخابرات و فناوری اطلاعات فعالیت می‌کند.
شرکت سعودی اوجیه در سال ۱۹۷۸ توسط رفیق حریری نخست‌وزیر اسبق لبنان تأسیس شد و در حال حاضر دارای عملیات در کشورهای ترکیه، عربستان سعودی، لبنان، اردن، آفریقای جنوبی و بخش‌هایی از اروپا می‌باشد.
دفتر مرکزی این شرکت در شهر ریاض، عربستان سعودی قرار دارد و اکثریت سهام آن متعلق به سعد حریری می‌باشد.